# Young Lust
Young Lust ist ein Titel der britischen Rockband Pink Floyd aus dem 1979 veröffentlichten Konzeptalbum The Wall.

## Inhalt
Wie alle anderen Lieder aus The Wall erzählt Young Lust einen Teil der Geschichte des Protagonisten Pink, der zu seinem Schutz vor emotionalen Einflüssen eine imaginäre Mauer errichtet.
Zu diesem Zeitpunkt ist Pink bereits ein erfolgreicher Rockstar geworden und reist um die Welt. Selten ist er daheim, meistens hat er Casual Sex mit diversen Groupies.
Am Ende versucht Pink seine Frau anzurufen, stattdessen jedoch antwortet ein ihm unbekannter Mann, woraus man schließen kann, dass seine Frau ihn betrogen hat und fremdgegangen ist.

## Musik
Im Gegensatz zu den anderen Liedern des Albums hat Young Lust wenig Einflüsse von Progressive Rock, dafür starke Blues-Einflüsse und in E-Moll komponiert. Auch Roger Waters ist hier nur an den Background-Vocals beteiligt, der Großteil wird von David Gilmour gesungen.
Der Anfang ist bereits am Ende des vorherigen Tracks Empty Spaces zu hören, als dieser abrupt abbricht.

## Film
Im Film findet die Szene mit dem Dialog zwischen Pink und dem Telefonisten bereits am Anfang des vorherigen Tracks What Shall We Do Now? statt, der auf dem Album nicht enthalten ist. Während Pink auf dem Album bereits angefangen hat, fremdzugehen, bevor er vom Betrug seiner Frau erfahren hat, ist er im Film auf Rache aus, was dem Charakter einiges mehr an Sympathie einbringen dürfte.
Es versuchen mehrere Groupies (eine davon wird von Joanne Whalley gespielt), Backstage-Pässe zu erlangen. Eine der Groupies (gespielt von Jenny Wright) schafft es, zum Hotelzimmer Pinks (gespielt von Bob Geldof) zu gelangen.

## Besetzung
- David Gilmour – Gitarre, E-Bass, Gesang
- Roger Waters – Hintergrundgesang
- Nick Mason – Schlagzeug, Tamburin
- Richard Wright – Keyboard